# París-Roubaix 1903
La París-Roubaix 1903 fou la 8a edició de la París-Roubaix. La cursa es disputà l'11 d'abril de 1903 i fou guanyada pel francès Hippolyte Aucouturier, que s'imposà que s'imposà en solitari a la meta de Roubaix.

## Classificació final
|    | Ciclista              | Equip | Temps      |
| -- | --------------------- | ----- | ---------- |
| 1  | Hippolyte Aucouturier | -     | 9h 12' 30" |
| 2  | Claude Chapperon      | -     | + 02"      |
| 3  | Louis Trousselier     | -     | + 39"      |
| 4  | Edouard Wattelier     | -     | + 1'02"    |
| 5  | Georges Lorgeou       | -     | + 28'30"   |
| 6  | Jean Fischer          | -     | + 39'30"   |
| 7  | Arthur Pasquier       | -     | + 42'30"   |
| 8  | Paul Trippier         | -     | + 47'30"   |
| 9  | Leon Georget          | -     | + 55'30"   |
| 10 | Oscar Lepoutre        | -     | + 1h00'30" |